# Liste der Satellitengalaxien der Milchstraße
Diese Liste enthält alle bekannten Satellitengalaxien der Milchstraße, sowie Überreste von ehemaligen Satelliten. Alle diese Galaxien gehören zugleich zur Lokalen Gruppe. Sie bilden zusammen die Milchstraßen-Untergruppe, eine Untergruppe der Lokalen Gruppe. Die Milchstraße ist als Referenz angegeben.
| Eigenname/Bezeichnung                | Entfernung (tsd. Lichtjahre) | Durchmesser (tsd. Lichtjahre) | Typ       | Entdeckung    | Alternative Bezeichnung(en)                                 | Anmerkung                                    |
| ------------------------------------ | ---------------------------- | ----------------------------- | --------- | ------------- | ----------------------------------------------------------- | -------------------------------------------- |
| Milchstraße                          | –                            | 100–120                       | SBbc      | prähistorisch | Galaxis                                                     | –                                            |
| Canis-Major-Zwerg                    | 024±3                        | 020                           | (dIrr)    | 2003          | Canis Major Overdensity                                     | Überrest                                     |
| Elliptische Sagittarius-Zwerggalaxie | 078±7                        | 010                           | dE        | 1994          | SagDEG                                                      | in Auflösung                                 |
| Ursa-Major-II                        | 100±15                       | 001                           | dSph      | 2006          | –                                                           | –                                            |
| Segue 2                              | 114±1                        | –                             | dSph      | 2007          | –                                                           | –                                            |
| Coma-Berenices-Zwerg                 | 137±5                        | 000,5                         | dSph      | 2006          | Coma Dwarf                                                  | –                                            |
| Große Magellansche Wolke             | 165±5                        | 025                           | Irr/SBm   | prähistorisch | GMW, LMC, ESO 56-115, PGC 17223                             | größte Satellitengalaxie der Milchstraße     |
| Kleine Magellansche Wolke            | 195±15                       | 015                           | Irr/SBm   | prähistorisch | KMW, SMC, NGC 292, PGC 3085                                 | –                                            |
| Bootes-I-Zwerg                       | 196±9                        | 002                           | dSph      | 2006          | Boo I dSph                                                  | Galaxie mit der geringsten Helligkeit        |
| Bootes-II-Zwerg                      | 136±26                       | 000,5                         | dSph      | 2007          | Boo II dSph                                                 | [ 3 ]                                        |
| Bootes-III-Zwerg                     | 150                          | 000,5                         | dSph      | 2009          | Boo III dSph                                                | [ 4 ]                                        |
| Ursa-Minor-Zwerg                     | 215±10                       | 002                           | dSph/dE4  | 1954          | UGC 9749, DDO 199, A1508                                    | –                                            |
| Sculptor-Zwerg                       | 258±13                       | 003                           | dSph/dE3  | 1937          | ESO 351-30, E351-G30, PGC 3589, A0058                       | –                                            |
| Draco-Zwerg                          | 267±20                       | 002                           | dSph/dE0  | 1954          | UGC 10822, DDO 208, A1719                                   | –                                            |
| Sextans-Zwerg                        | 280±13                       | 003                           | dSph      | 1990          | PGC 88608                                                   | –                                            |
| Ursa Major I                         | 325                          | 003                           | dSph      | 2005          | UMa I dSph                                                  | –                                            |
| Carina-Zwerg                         | 329±16                       | 002                           | dSph/dE3  | 1977          | NGC 2403, ESO 206-220, E206-G220, PGC 19441                 | –                                            |
| Hercules-Zwerg                       | 430                          | 002                           | dSph      | 2007          | –                                                           |                                              |
| Fornax-Zwerg                         | 450±26                       | 005                           | dSph/dE2  | 1938          | ESO 356-04, E356-G04, PGC 10093, A0237                      | enthält 6 Kugelsternhaufen                   |
| Pisces II                            | 585                          | 000,4                         | dSph      | 2010          | –                                                           | –                                            |
| Leo II                               | 669±39                       | 003                           | dSph/dE0  | 1950          | UGC 6253, DDO 93, Harrington-Wilson 2, Leo B                | –                                            |
| Leo IV                               | 520±49                       | 001                           | dSph      | 2006          | –                                                           | –                                            |
| Leo V                                | 570±30                       | 000,9                         | dSph      | 2007          | –                                                           | –                                            |
| Canes-Venatici-I                     | 718±82                       | 006                           | dSph      | 2006          | CVn I dSph                                                  | –                                            |
| Canes-Venatici-II                    | 490±49                       | 001                           | dSph      | 2006          | CVn II dSph                                                 | [ 3 ]                                        |
| Leo I                                | 815±82                       | 003                           | dSph/dE3  | 1950          | UGC 5470, DDO 74, A1006, Harrington-Wilson 1, Regulus Zwerg | –                                            |
| Phoenix-Zwerg                        | 1450±100                     | 002                           | dIrr/dSph | 1976          | ESO 245-7, PGC 6830                                         | –                                            |
| Leo T                                | 1500                         | –                             | dSph/dIrr | 2006          | –                                                           | [ 7 ] [ 8 ]                                  |
| Reticulum II                         | 100                          | –                             | dSph      | 2015          |                                                             | [ 9 ] [ 10 ]                                 |
| Eridanus II                          | 1190                         | 1,8                           | dSph      | 2015          |                                                             | [ 11 ] [ 9 ] [ 10 ]                          |
| Horologium I                         | 330                          | –                             | dSph?     | 2015          |                                                             | [ 9 ] [ 10 ]                                 |
| Pictor I                             | 370                          | –                             | dSph?     | 2015          |                                                             | [ 9 ] [ 10 ]                                 |
| Phoenix II                           | 270                          | –                             | dSph?     | 2015          |                                                             | [ 9 ] [ 10 ]                                 |
| Grus I                               | 390                          | –                             | dSph      | 2015          |                                                             | [ 9 ]                                        |
| Eridanus III                         | 290                          | –                             | dSph?     | 2015          |                                                             | [ 9 ] [ 10 ]                                 |
| Tucana II                            | 230                          | –                             | dSph      | 2015          |                                                             | [ 9 ] [ 10 ]                                 |
| Triangulum II                        | 100                          | 0,23                          | dSph      | 2015          | Laevens 2                                                   |                                              |
| Hydra II                             | 420                          | 0,46                          | dSph      | 2015          |                                                             | [ 12 ]                                       |
| Pegasus III                          | 700                          | 0,36                          | dSph      | 2015          |                                                             | [ 13 ] [ 14 ]                                |
| Grus II                              | 170                          | 0,62                          | dSph      | 2015          |                                                             | [ 15 ]                                       |
| Tucana III                           | 80                           | 0,29                          | dSph      | 2015          |                                                             | [ 15 ]                                       |
| Columba I                            | 590                          | 0,68                          | dSph      | 2015          |                                                             | [ 15 ]                                       |
| Tucana IV                            | 160                          | 0,82                          | dSph      | 2015          |                                                             | [ 15 ]                                       |
| Reticulum III                        | 300                          | 0,42                          | dSph      | 2015          |                                                             | [ 15 ]                                       |
| Tucana V                             | 180                          | 0,10                          | dSph      | 2015          |                                                             | [ 15 ]                                       |
| Indus II                             | 700                          | 1,2                           | dSph?     | 2015          |                                                             | [ 15 ]                                       |
| Cetus II                             | 100                          | 0,10                          | dSph?     | 2015          |                                                             | [ 15 ]                                       |
| Horologium II                        | 250                          | 0,30                          | dSph      | 2015          |                                                             | [ 16 ]                                       |
| Draco II                             | 70                           | 0,13                          | dSph      | 2015          |                                                             | [ 17 ]                                       |
| Sagittarius II                       | 220                          | 0,26                          | dSph      | 2015          |                                                             | [ 17 ]                                       |
| Crater II                            | 390                          | 7,2                           | dSph      | 2016          |                                                             | Galaxie mit sehr geringer Helligkeit         |
| Aquarius II                          | 350                          | 1,0                           | dSph      | 2016          |                                                             | [ 19 ]                                       |
| Hydrus I                             | 90                           | 0,326                         | dSph      | 2018          | –                                                           | [ 20 ]                                       |
| Antlia 2                             | 0430                         | 010                           |           | 2018          |                                                             | diffuseste aller bislang entdeckten Galaxien |

## Ungesichert
| Eigenname/Bezeichnung | Entfernung (tsd. Lichtjahre) | Durchmesser (tsd. Lichtjahre) | Typ         | Entdeckung | Alternative Bezeichnung(en)                                                             | Anmerkung                                                              |
| --------------------- | ---------------------------- | ----------------------------- | ----------- | ---------- | --------------------------------------------------------------------------------------- | ---------------------------------------------------------------------- |
| Complex H             | 108                          | 30                            | unbek.      | 2003       | –                                                                                       | Überrest oder möglicherweise einfache Hochgeschwindigkeitswolke        |
| Virgo Overdensity     | 30                           | ?                             | (dSph)      | 2005       | Virgo-Strom, Virgo-Zwerg                                                                | Überrest                                                               |
| Willman 1             | 147                          | <1                            | dSph/GC     | 2004       | SDSS J1049+5103                                                                         | Möglicherweise Kugelsternhaufen                                        |
| Barnards Galaxie      | 1600                         | 6                             | IB(s)m      | 1884       | NGC 6822, IC 4895, DDO 209, PGC 63616, MCG -02-50-006, IRAS 19420-1450, HIPASS J1944-14 | ähnelt in Struktur und Zusammensetzung der Kleinen Magellanschen Wolke |
| Leo III               | 2250±325                     | 4                             | dIrr (IBm?) | 1940       | Leo A, UGC5364, DDO 69, PGC 28868                                                       | –                                                                      |
| Tucana-Zwerg          | 2870±130                     | 2                             | dSph        | 1990       | PGC 69519                                                                               | –                                                                      |
| Segue 1               | 75±7                         | –                             | dSph/GC     | 2007       | –                                                                                       | Möglicherweise Kugelsternhaufen                                        |

## Galaxientypen
- dIrr: Unregelmäßige Zwerggalaxie (dwarf irregular galaxy)
- dE: Elliptische Zwerggalaxie (dwarf elliptical galaxy)
- dSph: Sphäroide Zwerggalaxie (dwarf spheroidal galaxy)
- SBm: Unregelmäßige Balkenspirale
- Irr: Unregelmäßige Galaxie (irregular galaxy)
- IBm: Unregelmäßige Balkengalaxie (ähnlich SBm)
- GC: Kugelsternhaufen (globular cluster)